# Bukit Bata
Bukit Bata är en kulle i Indonesien.   Den ligger i provinsen Aceh, i den västra delen av landet, 1 600 km nordväst om huvudstaden Jakarta. Toppen på Bukit Bata är 22 meter över havet.
Terrängen runt Bukit Bata är platt.Runt Bukit Bata är det ganska tätbefolkat, med 230 invånare per kvadratkilometer. Trakten runt Bukit Bata består till största delen av jordbruksmark.